# Jorge Pacheco (comerciante)

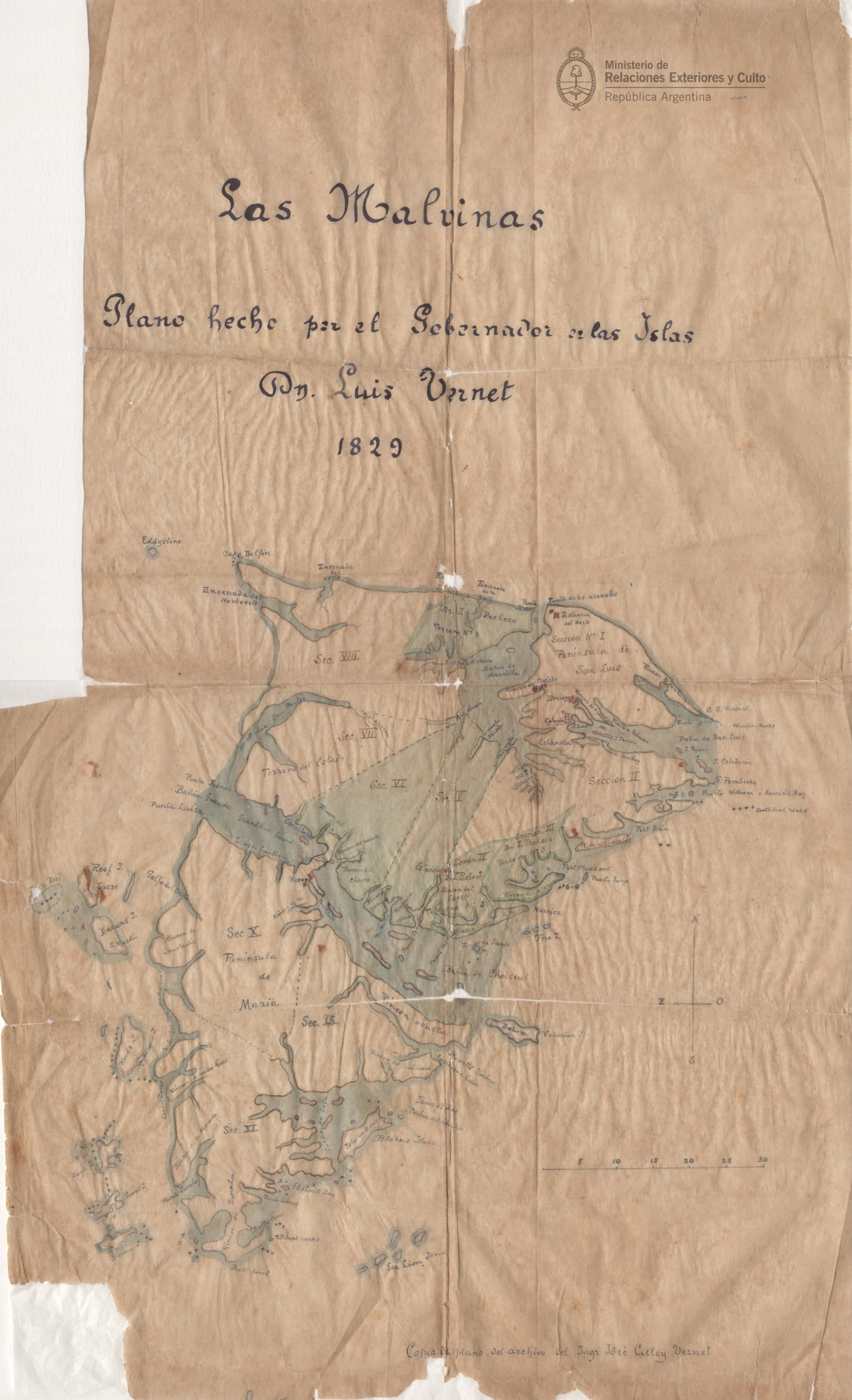
Mapa de la isla Soledad hecho por Luis Vernet en 1829 y conservado en la Cancillería Argentina. Se ven las divisiones de tierras, incluyendo las de Pachecho en color verde.

Jorge Pacheco Camacho (Buenos Aires, 25 de abril de 1761-1832) fue un patriota y comerciante criollo-argentino (nacido en Buenos Aires, territorio actual de Argentina), que tuvo un rol destacado en el poblamiento del archipiélago de las islas Malvinas. 

## Biografía
Hijo de Francisco Pacheco y Ceballos y Joaquina Martín Camacho y Narbona
Marido de Dionisia Obes y Álvarez, tuvieron cuatro hijos: Gral. Melchor Pacheco y Obes, general uruguayo integrante del Partido Colorado; Irene Pacheco y Obes; Narcisa Pacheco y Obes y Cnel. Manuel Pacheco y Obes, este último padre de Matilde Pacheco, esposa del futuro presidente uruguayo José Batlle y Ordóñez.
Poco después de cumplir veinte años inició la carrera militar con el grado de alférez en el Cuerpo de Caballería de Blandengues de Buenos Aires. Este regimiento tenía a su cargo el cuidado de la frontera con los indígenas, y era célebre por la vida especialmente dura que llevaban sus miembros.[cita requerida]
El 8 de enero de 1799, ya con el grado de capitán de Blandengues de Montevideo, inició tres campañas contra los charrúas. El 4 de octubre de 1800 el virrey Gabriel de Aviles y del Fierro lo envió a expedicionar contra los charrúas ubicados en el noroeste del actual Uruguay. Pacheco realizó 3 expediciones y fundó Belén el 16 de junio de 1801. Fue un entusiasta adepto a la causa independentista de 1810, sirviendo como capitán de milicias, por lo que fue arrestado en Casa Blanca, cerca de Paysandú, el 11 de febrero de 1811 por Juan Ángel de Michelena.
En 1823 presentó una solicitud ante el gobierno de Buenos Aires para explotar la riqueza natural de las islas Malvinas, que habían sido tomadas formalmente bajo posesión argentina el 6 de noviembre de 1820.
Era dueño de un saladero en Perdriel, y deseaba expandir su negocio criando ganado bovino y equino en el archipiélago. También pensaba establecer instalaciones pesqueras y foqueras en las islas, en ese momento explotadas ilegalmente por estadounidenses y británicos.[cita requerida]
Se asoció con Luis Vernet, Robert Schofield (mercader de Montevideo de origen británico), y con Pablo Areguatí (un capitán del ejército entrerriano ya retirado). Areguatí pidió ser nombrado comandante de las islas y obtuvo el cargo poco tiempo después, en 1823. En febrero de 1824 la expedición dirigida por Areguatí arribó a la isla Soledad, pero al poco tiempo los problemas se acumularon: entre éstos constituía un impedimento insalvable el hecho de que los cinco caballos que habían sobrevivido al viaje se hallaban enfermos, y demasiado débiles como para ser útiles en las labores de caza; por otro lado, estos animales no eran del todo aptos para correr en el suelo malvinense, rico en turba blanda, por lo que debían ser especialmente entrenados. La expedición regresó a Buenos Aires en agosto de 1824. Schofield murió de alcoholismo poco después, y Pacheco quedó desilusionado con las extremas dificultades de la empresa, por lo que decidió limitarse a su aspecto financiero, dejando la colonización en manos de Vernet.[cita requerida] Éste encaró una segunda expedición en 1826 en la que se desenvolvió con eficiencia, por lo que el nuevo establecimiento prosperó rápidamente, por lo que el gobierno argentino extendió la concesión a Pacheco y Vernet, otorgándoles el derecho exclusivo de caza y pesca en las aguas adyacentes a las islas.
Murió un año antes de la invasión inglesa al archipiélago.